# 任启运
任啟運（1670年—1744年），字翼圣，世称钓台先生，江苏宜兴人。
少甚贫，借得好書，日夜苦讀，晚上靠月光照明。推崇朱熹，深惜朱子未能對三禮作注解。居近古钓台，世称钓台先生。雍正十一年始中进士，授翰林院检讨，任侍读学士、都察院左佥都御史等。乾隆八年，充三禮館编纂馆副总裁官，“发凡起例，编排无间寒署”，不久升宗人府府丞。乾隆九年（1744），卒於家邸。

## 延伸阅读
[在维基数据编辑]
 《清史稿/卷481》，出自趙爾巽《清史稿》